# Râul Sas
Râul Sas este un curs de apă, afluent al râului Bouleț. Se formează la confluența brațelor La Fântâna Omului și Comori

## Hărți
- Parcul Vânători-Neamț